# 尤利乌斯·利珀特

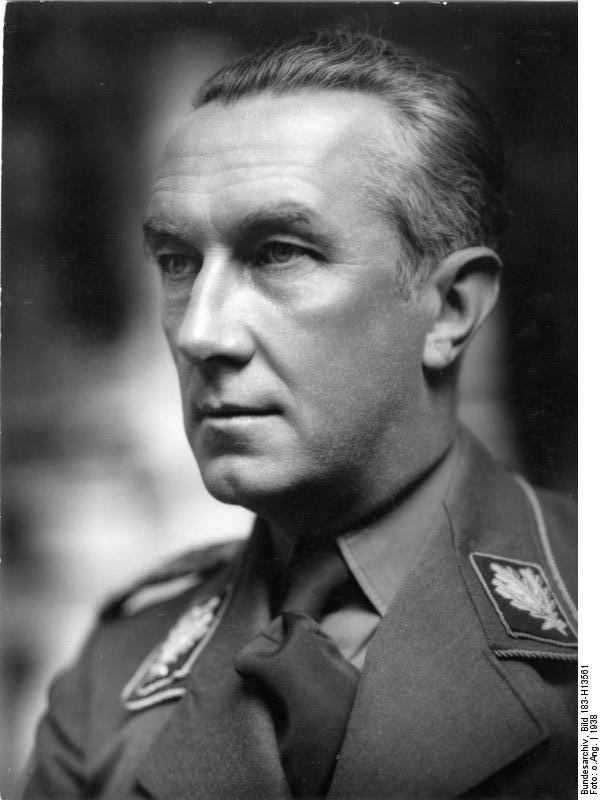
尤利乌斯·利珀特

尤利乌斯·利珀特（Julius Lippert，1895年7月9日—1956年6月30日）是一位德国纳粹党政治人物，曾在1933-37年间任柏林国家专员，在1937-40年间任柏林上级市长兼市主席。
1945年4月，利珀特在汉堡被英军俘虏，並遭到拘留。1946年1月，他被引渡至比利时接受审判。1951年6月29日，他因参与战争罪行而被判处6年重劳役。1952年初，刑罚加重为8年重劳役，但当局根据他的服刑时长而在同年4月15日将其释放。1953年9月1日，黑森的一个去纳粹化法庭将利珀特定性为纳粹活动家。他因此无权再进入政界，也领不到养老金。他后来在各个大学授课。